# تي إل سي عربية
تي إل سي عربية (بالإنجليزية: TLC Arabia)‏ هي قناة فرعية إقليمية تابعة لشبكة تي إل سي وتبث في منطقة الشرق الأوسط وشمال إفريقيا. تم إطلاق القناة في 24 مارس 2014.

## برامج

### برامج الأصلية
- نداء؛ برنامج حواري يركز على النساء تقدمه زينب سلبي[1]
- عالمي إليك برنامج سفر تقدمه دارين الخطيب[2]

### برامج مأخوذة منتي إل سي
- ساي يس تو ذا دريس
- كيك بوس
- 90 داي فيانسي
- بريكنغ أميش
- ماي بيغ فات بيوتيفول لايف